# Огни большого города (ледовый спектакль)
«Огни большого города» (англ. City Lights) — ледовый спектакль, премьера которого состоялась с 14 по 17 октября 2010 года в Москве. Спектакль, автором идеи, продюсером и режиссёром которого стал Илья Авербух представляет собой синтез разных видов хореографии — классического балета и ледового танца, живого звука и вокального сопровождения. Автор музыки — Роман Игнатьев. Автор сценария — Алексей Шнейдерман. Авторы текстов — Алексей Шнейдерман, Юрий Ряшенцев, Роман Игнатьев и Наталья Сидорцова.
За прошедшие с премьеры спектакля годы мюзикл на льду получил положительные оценки профессионального сообщества и зрителей. Постановка удостоена премии «Звезда театрала», награды Best Brand Awards 2010 в номинации «Событие года», а также Премии Олега Янковского в номинации «Творческое открытие» 2011. В 2011 году года эпизоды спектакля были представлены на международной арене в рамках Всемирного экономического форума в Давосе (Швейцария). В апреле 2011 ледовый мюзикл открыл театральный фестиваль «Черешневый лес».
Гастроли спектакля прошли во многих городах: Москва, Санкт-Петербург, Киев, Нижний Новгород, Ярославль Пермь, Барнаул, Сочи и других. Гастроли ледового мюзикла «Огни большого города» прошли в Швейцарии, Великобритании, Китае, Литве

## Сюжет
Сюжет спектакля представляет собой несколько историй отношений. Истории встреч и расставаний, любви и ненависти, зависти и смирения, наивного и серьёзного. Персонажей много, и все они разные. Каждый пытается найти своё счастье. Кому-то сопутствует слепая удача, а кому-то приходится пройти через огонь, воду и медные трубы. Но только один, возможно, уже всё нашел и теперь искренне хочет помочь людям не потерять остатков доброты, нежности, радостного смеха. Он не политик и не бизнесмен, не звезда и не пророк, он настолько незаметен, что и задумываться о его существовании не приходится. Прохожий, бродяжка, какой-то чудак. Его роль играет Марат Башаров.

## В ролях
- Алексей Ягудин — Томми
- Максим Шабалин — Пинье, друг Томми
- Роман Костомаров — Максимилиан
- Татьяна Навка, Оксана Домнина, Наоми Ланг, Екатерина Гордеева  — Мадлен
- Маргарита Дробязко — Мадам Суара
- Антон Сихарулидзе — Собирательный образ Чарли Чаплина
- Елена Бережная — Цветочница, малыш
- Татьяна Тотьмянина — Кибер Ева
- Алексей Тихонов — Хавьер
- Мария Петрова — Катарина
- Максим Маринин — Кибер Адам
- Повилас Ванагас — Феликс Суара
- Максим Ставиский — Тиго Малини, друг Томми
- Албена Денкова — Подруга Мадам Суара
- Марат Башаров — Бродяжка Чарли, собирательный образ

В спектакле принимают участие: Наталья Сидорцова, Светлана Светикова, Денис Дэмкив, Андрей Белявский (вокал), Александр Комков (саксофон), балет под руководством Славы Кулаева.

## Интересные факты
- 7 олимпийских чемпионов и 11 чемпионов мира по фигурному катанию примали участие в ледовой постановке. А всего в постановке задействовано более 60 участников: это фигуристы, артисты балета и цирка. Для спектакля пошито 360 костюмов.
- Впервые после ухода из большого спорта на лёд вышла пара — Елена Бережная и Антон Сихарулидзе
- Сценарий состоит из 11 миниатюр и представляет собой синтез разных видов хореографии — классического балета и ледового танца, живого звука и вокального сопровождения.
- Вы июле-августе 2012 года спектакль представлял Россию на Олимпийских играх в Лондоне в Sochi Park Ice Arena. Шоу вышло под названием Small stories of a big city.
- Летом 2014 года «Огни Большого Города» игрались более 70 раз на олимпийской ледовой площадке «Айсберг» в Сочи.